# Mi padre y mi hijo
 Mi padre y mi hijo (en turco: Babam ve Oğlum) es una película turca de 2005 escrita y dirigida por Cağan Irmak. En Turquía, la película fue vista por cuatro millones de espectadores en la primavera de 2005, convirtiéndose en una de las más exitosas películas en taquilla turca de la historia.

## Argumento
El protagonista, Sadik, sale de su pueblo en la costa del Egeo para estudiar periodismo en la Universidad de Estambul. Esto irrita a su padre, Hüseyin, que quiere que él estudie Ingeniería Agrícola para que pueda administrar la finca de la familia. Durante sus años en la universidad Sadik se implica en la política. Al conocer la conducta de Sadik, Hüseyin reniega de él.
Sin embargo, seguirán peores días para Sadik. En las primeras horas de la mañana del 12 de septiembre de 1980 la esposa embarazada de Sadik comienza a tener contracciones. La pareja huye a las afueras pero entonces no consiguen encontrar a nadie que los lleve al hospital. El país ha sido tomado por un golpe militar. La esposa de Sadik da a luz en un parque y muere, pero su hijo, Deniz, sobrevive.
Debido a sus actividades políticas, Sadik es detenido, torturado y encarcelado durante tres años, tiempo durante el cual pierde su salud. Unos pocos años después de ser liberado, descubre que va a morir. Al no tener otra opción, lleva a su hijo Deniz a su granja familiar en el Mar Egeo en el cuidado de su madre y su padre, que todavía no habla con él. Para Deniz, que está absorto en el mágico mundo de los cómics, ver a sus familiares reunidos en la granja es una nueva experiencia. Allí está su abuela (Hümeyra Akbay), que conduce un tractor y habla de una radio de onda corta, su tía Hanife (Binnur Kaya), que lleva pulseras desde sus muñecas hasta sus hombros, y su tío (Yetkin Dikinciler), que es un poco ingenuo.
Hay problemas en el negocio familiar, sin embargo, Sadik y Hüseyin deben llegar a una reconciliación con su pasado. Sadik también debe hacer frente a su primer amor, ahora casada y con dos hijos, y una cuestión de viejos amigos. Sin embargo, su enfermedad se lo lleva. Sus padres asumirán la responsabilidad de Deniz.

## Premios y nominaciones
| Año  | Premio                                     | Categoría              | Nominado(s)         | Resultado |
| ---- | ------------------------------------------ | ---------------------- | ------------------- | --------- |
| 2006 | Festival Internacional de Cine de Estambul | Mejor actor            | Fikret Kuskan       | Ganador   |
| 2006 | Festival Internacional de Cine de Estambul | Mejor actriz           | Serif Sezer         | Ganadora  |
| 2006 | World Soundtrack Awards                    | Descubrimiento del año | Evanthia Reboutsika | Ganadora  |